# James B. Utt
James Boyd Utt (ur. 11 marca 1899 w Tustin, zm. 1 marca 1970 w Bethesda) – amerykański polityk, członek Partii Republikańskiej.

## Działalność polityczna
Od 1932 do 1936 zasiadał Zgromadzeniu Stanowym Kalifornii. Od 3 stycznia 1953 do 3 stycznia 1963 przez pięć kadencji był przedstawicielem nowo utworzonego 28. okręgu, a od 3 stycznia 1963 do śmierci 1 marca 1970 przez cztery kadencje był przedstawicielem nowo utworzonego 35. okręgu wyborczego w stanie Kalifornia w Izbie Reprezentantów Stanów Zjednoczonych.